# Mr. Whiskers First Friend
Mr. Whiskers First Friend llamado Brandy y Sr. Whiskers en España y La primera amiga del Sr. Bigotes en Hispanoamérica es el episodio piloto de la serie de Disney Channel Brandy & Mr. Whiskers. Trata del comienzo de todo.

## Sinopsis
Mr. Whiskers sale de una bolsa en un avión que pasaba por el Amazonas y ve a una perrita rica llamada Brandy en su jaula, se conocen, Whiskers dice que irá a un campamento pero Brandy lee y ve que en realidad será metido en un Zoológico de Paraguay en treinta centavos, mientras que Brandy irá a un Balneario de cinco estrellas a que la concientan. Pero ninguno de los dos llega a destino por una razón: Brandy le pide al Sr. Whiskers una luz, se equivoca de palanca y caen del avión al Amazonas. Brandy, se enoja y trata de encontrar una salida. Whiskers, más tarde, encuentra una Boa llamada Lola Boa. Whiskers la insulta y Lola, triste, se va. Whiskers encuentra un celular y tratan de llamar a las fuerzas de rescate pero Whiskers que es un completo estúpido lo lanza al río y cuando Whiskers corre de ella, Brandy termina en la arena movedisa y comienza a hundirse. Whiskers trata de salvarla pero saca una bola de bolos, ella sale sola y, furiosa se va. Brandy se encuentra con una malvada lagartija, Dictador, diagonal, empresario, llamada Gaspar quien le pide que le regale a Whiskers para comérselo. Ella entrega a Whiskers. Luego, Brandy, se arrepiente y va a la casa de Gaspar con Lola Boa para salvar a Whiskers. Cuando lo logran, Gaspar y sus secuaces monos, se caen a un acantilado y Brandy y Whiskers construyen una casa.

## Estrenos
El estreno fue en 21 de agosto de 2004, en Hispanoamérica y en España el 16 de junio de 2005 y el 27 de junio de 2005.